# Maria Gismondi
Maria Gismondi (13 giugno 2004) è una fondista italiana.

## Biografia
Originaria di Subiaco e attiva dal settembre del 2019, Maria Gismondi ai Mondiali juniores di Planica 2024 ha vinto la medaglia d'oro nella 20 km e quella di bronzo nella staffetta mista; ha esordito in Coppa del Mondo il 17 marzo 2024 a Falun in una 30 km (49ª) e ai Campionati mondiali a Trondheim 2025, dove si è classificata 16ª nella 50 km, 32ª nello skiathlon e 7ª nella staffetta. Non ha preso parte a rassegne olimpiche.

## Palmarès

### Mondiali juniores
- 3 medaglie:
  - 1 oro (20 km a Planica 2024)
  - 1 argento (staffetta mista a Schilpario 2025)
  - 1 bronzo (staffetta mista a Planica 2024)

### Coppa del Mondo
- Miglior piazzamento in classifica generale: 79ª nel 2025